# Развој европског рекорда у троскоку за мушкарце на отвореном
Први европски рекорд у троскоку за мушкарце одобреног од стране Европске атлетске асоцијације (ЕАА) је 15,48 метара који је постигао Вилхо Тулос из Финске 1923. године. Године 1960, Јозеф Шмид из Пољске постаје први европски спортиста који је скочио преко 17 метара и то 17,03.
23 рекорда ратификована су од стране Европске атлетске асоцијације (ЕАА).
       Рекорди ратификовани од ЕАА-а
| Време | Атлетичар           | Држава           | Место                          | Датум            |
| ----- | ------------------- | ---------------- | ------------------------------ | ---------------- |
| 12,19 | Hanmer Webb         | Велика Британија | Челтнам, Уједињено Краљевство  | 30. април 1856   |
| 12,21 | Edward Grace        | Велика Британија | Бристол, Уједињено Краљевство  | 25. август 1866  |
| 12,63 | W. Creswick         | Велика Британија | Ливерпул, Уједињено Краљевство | 20. јуни 1868    |
| 13,33 | E. Harding          | Ирска            | Корк, Ирска                    | 3. мај 1871      |
| 14,30 | Daniel Looney       | Ирска            | Корк, Ирска                    | 1879             |
| 14,50 | John Burcell        | Ирска            | Трали, Ирска                   | 15. јуни 1885    |
| 15,11 | John Burcell        | Ирска            | Корк, Ирска                    | 7. мај 1887      |
| 15,25 | Daniel Shanahan     | Ирска            | Лимерик, Ирска                 | 6. август 1888   |
| 15,26 | Matthew Roseingreue | Ирска            | Горт, Ирска                    | 15. август 1895  |
| 15,34 | John Breshnihan     | Ирска            | Бандон (Орегон), САД           | 26. август 1906  |
| 15,39 | Вилхо Тулос         | Финска           | Васа, Финска                   | 10. јуни 1923    |
| 15,48 | Вилхо Тулос         | Финска           | Борос, Шведска                 | 6. јули 1923     |
| 15,52 | Они Рајасари        | Финска           | Лахти, Финска                  | 16. јули 1939    |
| 15,59 | Леонид Шчербаков    | Совјетски Савез  | Москва, СССР                   | 16. јули 1950    |
| 15,70 | Леонид Шчербаков    | Совјетски Савез  | Москва, СССР                   | 20. јули 1950    |
| 15,98 | Леонид Шчербаков    | Совјетски Савез  | Хелсинки, Финска               | 23. јули 1952    |
| 16,12 | Леонид Шчербаков    | Совјетски Савез  | Москва, СССР                   | 8. јули 1953     |
| 16,23 | Леонид Шчербаков    | Совјетски Савез  | Москва, СССР                   | 19. јули 1953    |
| 16,35 | Леонид Шчербаков    | Совјетски Савез  | Варшава, Пољска                | 3. август 1955   |
| 16,46 | Леонид Шчербаков    | Совјетски Савез  | Москва, СССР                   | 4. јули 1956     |
| 16,59 | Олег Рјаховски      | Совјетски Савез  | Москва, СССР                   | 28. јули 1958    |
| 16,70 | Олег Федосејев      | Совјетски Савез  | Олштин, СССР                   | 3. мај 1959      |
| 17,03 | Јозеф Шмид          | Пољска           | Олштин, Пољска                 | 5. август 1960   |
| 17,10 | Ђузепе Ђентиле      | Италија          | Мексико, Мексико               | 16. октобар 1968 |
| 17,22 | Ђузепе Ђентиле      | Италија          | Мексико, Мексико               | 17. октобар 1968 |
| 17,23 | Виктор Сањејев      | Совјетски Савез  | Мексико, Мексико               | 17. октобар 1968 |
| 17,39 | Виктор Сањејев      | Совјетски Савез  | Мексико, Мексико               | 17. октобар 1968 |
| 17,44 | Виктор Сањејев      | Совјетски Савез  | Сухуми, СССР                   | 17. октобар 1972 |
| 17,57 | Keith Connor        | Велика Британија | Прово, САД                     | 5. јуни 1982     |
| 17,69 | Олег Проценко       | Совјетски Савез  | Лењинград, СССР                | 4. август 1985   |
| 17,77 | Христо Марков       | Бугарска         | Будимпешта, Мађарска           | 11. август 1985  |
| 17,80 | Христо Марков       | Бугарска         | Будимпешта, Мађарска           | 11. август 1986  |
| 17,81 | Христо Марков       | Бугарска         | Софија, Бугарска               | 31. мај 1987     |
| 17,92 | Христо Марков       | Бугарска         | Рим, Италија                   | 31. август 1987  |
| 17,98 | Џонатан Едвардс     | Велика Британија | Саламанка, Шпанија             | 18. јули 1995    |
| 18,16 | Џонатан Едвардс     | Велика Британија | Гетеборг, Шведска              | 7. август 1995   |
| 18,29 | Џонатан Едвардс     | Велика Британија | Гетеборг, Шведска              | 7. август 1995   |